# Platypalpus tsitsikama
Platypalpus tsitsikama är en tvåvingeart som beskrevs av Smith 1969. Platypalpus tsitsikama ingår i släktet Platypalpus och familjen puckeldansflugor. Inga underarter finns listade i Catalogue of Life.